# Catagramma centralis
Catagramma centralis är en fjärilsart som beskrevs av Otto Staudinger. Catagramma centralis ingår i släktet Catagramma och familjen praktfjärilar. Inga underarter finns listade i Catalogue of Life.